# NGC 5995
NGC 5995 (również PGC 56081) – galaktyka spiralna (Sa), znajdująca się w gwiazdozbiorze Wagi. Odkrył ją John Herschel 5 czerwca 1836 roku. Należy do galaktyk Seyferta typu 2.